# 十里河滩站
十里河灘站是贵阳轨道交通3号线的地铁车站，位于中华人民共和国贵州省贵阳市花溪区花溪大道与大职路交叉口，于2023年12月16日开通。

## 车站结构
十里河灘站沿花溪大道南北向设置，車站長211.9米，寬19.9米，为地下二层岛式站台车站，地下一层为站厅层，地下二层为站台层。
| 地面              | 出入口 | A、B、C出入口 |
| 地下一层          | 站厅   | 客服中心、自动售票机、验票机                                                                                        |
| 地下二层          | 站台   | \| \| \| █ 3号线往洛湾（中曹司） \| \| 島式 · 開左邊车门 \| \| \| \| \| \| █ 3号线往桐木岭（省委党校）（孔學堂） \| |
|                   |        | █ 3号线往洛湾（中曹司）                                                                                             |
| 島式 · 開左邊车门 |        | |
|                   |        | █ 3号线往桐木岭（省委党校）（孔學堂）                                                                               |

## 车站出口
十里河灘站共设3个出口，各出口及周围设施如下所示：
| 编号                | 出入口信息                   | 照片 | 无障碍设施 |
| ------------------- | ---------------------------- | ---- | ---------- |
| A · 出口 · （设有） | 贵阳花溪国家城市湿地公园     |      |            |
| B · 出口            | 贵阳铁路工程学校（花溪校区） |      | 不適用     |
| C · 出口 · （设有） | 同兴山庄小区、贵阳市民族中学 |      |            |
| 图例： 设有         |                              |      |            |

## 接驳交通

### 公交车
- 轨道十里河灘站：204路、248路、花溪20路
- 大水溝站：203路、204路、248路、325路、花溪8路、花溪9路、花溪20路
- 西站貨場站：325路、花溪2路
- 同興山庄站：花溪2路

## 车站历史
本站建设时期工程名为董家堰站，开通前正式命名為十里河灘站。
- 2023年12月16日，车站随3号线一期工程通车开通[2]。